# Șoldănești (okręg Botoszany)
Șoldănești – wieś w Rumunii, w okręgu Botoszany, w gminie Blândești. W 2011 roku liczyła 454 mieszkańców.